# Amsoldingen
Amsoldingen é uma comuna da Suíça, no Cantão Berna, com cerca de 778 habitantes. Estende-se por uma área de 4,71 km², de densidade populacional de 165 hab/km². Confina com as seguintes comunas: Höfen, Thierachern, Tune, Uebeschi, Zwieselberg.
A língua oficial nesta comuna é o Alemão.